# NGC 7012
NGC 7012 est une très vaste galaxie elliptique située la constellation du Microscope. Sa vitesse par rapport au fond diffus cosmologique est de 8 607 ± 29 km/s, ce qui correspond à une distance de Hubble de 126,9 ± 8,9 Mpc (∼414 millions d'al). NGC 7012 a été découverte par l'astronome britannique John Herschel en 1834.

## Abell S0921
NGC 7012 est le principale membre d'un petit groupe compact de galaxies nommé Abell S0921. Ce groupe comprend environ 7 galaxies, essentiellement situées à l'est et au sud-est de NGC 7012, plus une dizaine d'autres galaxies plus faibles et probablement plus lointaines.